# Koks i lasten
Koks i lasten (fransk originaltitel Coke en stock) er det nittende album i tegneserien om Tintins oplevelser. Det er skrevet og tegnet af den belgiske tegneserieskaber Hergé. Ordet "Koks" i hæftets titel refererer til afrikanske slaver.
Historien handler om Tintin og kaptajn Haddock, der opdager at Abdallah er på Møllenborg Slot. En våbenhandler J.M. Dawson leder dem til Khemed, hvor sheik Bab El-Ehr har væltet emiren Ben Kalish Ezab. Det viser sig at efter at have lidt skibbrud på havet bliver de samlet op af Rastapopoulus.
Koks i lasten er kendt for at en lang række figurer fra tidligere hæfter optræder i historien, hvilket går helt tilbage til Faraos cigarer: general Alcazar (Det knuste øre og De 7 krystalkugler); Mohammed Ben Kalish Ezab og Abdallah (Landet med det sorte guld); Rastapopoulus (Faraos cigarer og Den Blå Lotus); Oliveira da Figueira (Faraos cigarer og Landet med det sorte guld); dr. Müller (Den sorte ø og Landet med det sorte guld); J.M. Dawson (Den Blå Lotus); Allan Thompson (Faraos cigarer og Krabben med de gyldne klosakse); Bianca Castafiore (Ottokars scepter, De 7 krystalkugler og Tournesolmysteriet); Jolyon Wagg (Tournesolmysteriet). Derudover bliver der refereret til Patrash Pasha (Faraos cigarer), Bab El-Ehr (Landet med det sorte guld) og general Tapioca (Det knuste øre), men de optræder ikke.

## Nogle franske udgaver
- 1956-1958: Les aventures de Tintin – Coke en stock, fortsat serie i Tintin nr. 44, 31. oktober 1956[1] – nr. 1, 1. januar 1958.[2]
- 1958: Les aventures de Tintin – Coke en stock, album fra Casterman, 62 tegneseriesider i farver.[3]

## Danske udgaver
Føljetoner
- 1963: Koks i lasten. Fortsat serie i Politiken nr. 107, onsdag 16. januar 1963 – nr. 249, mandag 10. juni 1963.
- 1970-1971: Koks i lasten. Fortsat serie i Århus Stiftstidende søndag 10. maj 1970 – søndag 21. februar 1971.
- 1978-1979: Med koks i lasten. Fortsat serie i Politiken nr. 141, søndag 19. februar 1978 – nr. 195, søndag 22. april 1979.

Album
- 1966: Tintins oplevelser nr. 13 (gammel standardudgave). Koks i lasten. Illustrationsforlaget. Genoptryk har ISBN 87-562-0130-3.[4]
- 2007: Tintins oplevelser (retroudgave). Koks i lasten. 2. udgave. Carlsen Comics, ISBN 978-87-626-0528-2. Fra 2. oplag, 2018, Cobolt, ISBN 978-87-7085-163-3.[5]
- 2009: Tintins oplevelser nr. 19 (minicomics). Koks i lasten. Cobolt, ISBN 978-87-7085-364-4.[6]
- 2013: Tintins oplevelser (ny standardudgave). Koks i lasten. Cobolt, ISBN 978-87-7085-494-8.[7]